# سیارک ۴۸۲۷
سیارک ۴۸۲۷ (به انگلیسی: 4827 Dares، نامگذاری:1988QE) چهار هزار و هشتصد و بیست و هفتمین سیارک کشف شده‌است که در ۱۷ اوت ۱۹۸۸ کشف شد.
قدر مطلق سیارک برابر ۱۰٫۱۰ است.